# Murasoli Maran
Murasoli Maran (ur. 17 sierpnia 1934, zm. 23 listopada 2003) – indyjski polityk, scenarzysta filmowy i pisarz.

## Życiorys
Urodził się jako Thyagaraja Sundaram w wiosce Tirukkuvalai w dystrykcie Tańdźawur. Imię zmienił na Maran, pragnąć pozbyć się zeń elementów sanskryckich, uznawanych za obce i napływowe. W okresie późniejszym dodał doń Murasoli. Było to odniesienie do tytułu pisma, w którego redakcji pracował. Pochodził z rodziny o znacznych wpływach w tamilskim życiu politycznym oraz w środowisku filmowym. Długoletni działacz Drawidyjskiej Federacji Postępu (DMK), pełnił rolę nieoficjalnego reprezentanta partii w indyjskiej stolicy. Przez przeszło trzy dekady zasiadał w indyjskim parlamencie federalnym, zarówno w jego izbie niższej jak i wyższej. Podczas stanu wyjątkowego (1975–1977) aresztowany, podobnie jak inni przywódcy DMK. Między innymi z tego powodu w okresie późniejszym unikał wchodzenia w koalicje z Indyjskim Kongresem Narodowym. Odegrał istotną rolę w utworzeniu Narodowego Frontu (1988), w którego składzie znalazła się i jego macierzysta partia. W stołecznych rozgrywkach koalicyjnych doniosłą rolę odgrywał także później. Był jednym z inicjatorów uczestnictwa DMK w rządach Zjednoczonego Frontu, kierowanych przez H.D. Deve Gowdę i I.K. Gujrala. Sugerował następnie współpracę koalicyjną ze skrajnie prawicową, hinduistyczną Indyjską Partią Ludową (BJP). Wzbudziło to ostry sprzeciw części działaczy partyjnych, z uwagi na znaczące różnice ideologiczne, nie powstrzymało wszelako ostatecznie wejścia DMK w skład rządu sformowanego przez Atala Bihariego Vajpayeego w 1999. Maran został w nim federalnym ministrem handlu, później został przesunięty na stanowisko ministra bez teki.
Zmarł po długiej chorobie w Ćennaju.
Ceniony pisarz i parlamentarzysta, jego wydana w 1974 praca Manila Suyatchi omawia szereg aspektów indyjskiego modelu federalnego, w tych relacje między władzami centralnymi a poszczególnymi stanami czy pozycję stanu w indyjskim systemie prawnym. Przez wiele lat związany z tamilskim przemysłem filmowym. Napisał scenariusze do 20 filmów, był reżyserem dwóch oraz producentem pięciu.